# Danny Willett
Daniel John (Danny) Willett (Sheffield, 3 oktober 1987) is een professioneel golfer uit Engeland. Hij speelt op de Rotherham Golf Club nabij Sheffield.

## Amateur
Willett was twaalf weken de beste amateur van de wereld, nadat hij tiende was geworden op het Open de España op de Real Club de Golf de Sevilla in mei 2008. De week ervoor was hij 19de geworden op het Open de Andalucía op de Aloha Golf Club. Na die twaalf weken werd hij professional. Hij had handicap +5.

#### Gewonnen
- 2007: Yorkshire Amateur, Engels Amateur
- 2008: Australisch Amateur (strokeplay), Spaans Amateur

#### Teams
- Jacques Leglise Trophy: 2005
- Walker Cup: 2007
- Bonallack Trophy: 2008 (winnaars)

## Professional
Willett werd in mei 2008 professional en werd achtmaal uitgenodigd om te proberen genoeg te verdienen om zo zijn kaart voor 2009 te krijgen. Hij speelde onder andere op het KLM Open, waar hij de cut haalde, het Open de France, waar hij 13de werd, en het Russisch Open, waar hij 12de werd. Toch moest hij eind 2008 naar de tourschool. Hij won de eerste kwalificatierondes (PQ1) in Fleesensee, werd 9de bij de tweede kwalificatierondes (PQ2) en eindigde bij de Finals als 4de. In 2009 had hij dus een volle spelerskaart, en haalde zeven top-10 plaatsen. Eind september 2009 stond hij op de 63ste plaats op de Race to Dubai, hoog genoeg om zijn kaart voor 2010 te behouden.
In 2012 behaalt Willett zijn eerste overwinning op de Europese Tour. In 2016 won hij de Masters. Dit bracht hem aan de leiding van de Race to Dubai en naar de 9de plaats op de wereldranglijst. 

### Gewonnen
- 2012: BMW International Open
- 2015: Nedbank Golf Challenge, European Masters
- 2016: Omega Dubai Desert Classic
- 2016: Masters Tournament